# 佐倉インヴァースカヌーポロチーム
佐倉インヴァースカヌーポロチームは、日本のカヌーポロチーム。多くの日本代表を輩出している国内屈指のチームである。呼称は「佐倉インヴァース」（さくらインヴァース）である。

## 略歴

### 佐倉インヴァース発足（1994年）
1994年、千葉県印旛沼にてそれまでアドベンチャーカヌークラブ佐倉として活動をしていた選手達が最初の監督である直井守(佐倉市カヌー協会会長)を中心に「佐倉インヴァース」のチーム名で発足。結成2年目の1995年に初めて日本選手権で優勝する。

### 初優勝から3連覇（1995年-1997年）
1995-97と日本選手権3連覇を達成する。1996年に名実ともに日本1位となったことから世界に目を向け、イギリスのキングストン・アポン・ハルへ遠征を行う。1998年、ポルトガルで開催される世界選手権に、佐倉インヴァースとして初の日本代表選手が選手6名(長利、生田、岩永、保谷、菅谷、鈴木)、コーチ1名(石曽根)が選考される。

### 4連覇への壁  （1998年-1999年）
1998年、初めてのアジア遠征として、台湾で開催されたマスターカップに参加。1998-99は日本代表招集や力を伸ばしてきた神奈川県横浜商業高校に敗れ、連覇が止まり優勝から遠ざかる。

### 2度目の3連覇（2000年-2002年）
2000年の優勝を皮切りに、2001-02と2度目の3連覇を達成する。20世紀最後の日本一と21世紀最初の日本一を果たす。2000年には佐倉インヴァースから日本代表監督(長利智隆)が就任する。

### 4連覇へ宿敵再来（2003-2004年）
2003年に前人未到の4連覇を掛けて臨むも、神奈川県横浜商業高校OBにて結成された神奈川カヌークラブに優勝を阻まれる。翌2004年には神奈川カヌークラブとの決勝を制し、優勝する。

### 愛知黄金時代の到来（2005-2007年）
2005-07は愛知県勢が勢いを増し、愛知県三好市保田ヶ池をホームグラウンドとするBPC SEA MONKEYに3連覇を許す。

### 初の4連覇阻止、混戦時代へ（2008年-2010年）
2008年に前人未到の4連覇に挑むBPC SEA MONKEYを決勝で制し優勝。2009年は愛知県勢の決勝となり、佐倉インヴァースは3位入賞となる。2010年は佐倉勢による決勝となり、佐倉インヴァースの年齢が高い選手によるチーム「佐倉オールディーズ」が優勝し、佐倉インヴァースは準優勝となる。尚、2010年決勝戦の模様は、サンデーモーニング(TBS)にも取り上げられた。

### 準決勝の壁、存続危機（2011年-2013年）
2011-13は準決勝で惜敗し3位と苦渋をなめる。チームは選手の離脱により存続の危機を迎える。

### 埼玉県勢の加入、好敵手2度目の3連覇（2014年）
2014年、大学や専門学校を卒業した選手3名加入により存続の危機は脱したが、同年の日本選手権にて三好シーモンキーに敗れ準優勝となる。

### 9連覇達成、更なる高みへ（2015年-）
2015年より現体制となり、平成最後、令和元年を日本一を果たす。前人未到の9連覇を達成し、名実ともにカヌーポロ界の頂点のチームとして君臨する。

## 主な戦績
ここに掲載する国際大会は、チームメンバーが出場した試合のみ。

### 2015年
国内大会 
- 福井県あわら市北潟湖にて開催されたあわらカップにて準優勝。
- 山梨県富士川クラフトパークにて開催された日本選手権大会 平成27年度日本カヌーポロ選手権大会にて優勝[1]。
- 山梨県富士川クラフトパークにて開催された日本選手権大会 平成27年度日本カヌーポロ選手権大会にてOBチームである佐倉オールディーズが7位[2]。

 国際大会 
- 台湾台北市で開催された台湾国際カヌーポロ選手権大会にて優勝。
- 中華人民共和国香港にて開催された2015アジアカヌーポロ選手権大会の男子シニア部門にて優勝。
- 中華人民共和国香港にて開催された2015アジアカヌーポロ選手権大会の女子シニア部門にて3位。
- 中華人民共和国香港にて開催された2015アジアカヌーポロ選手権大会の男子U-21部門にて4位。

### 2016年
国内大会 
- 福井県あわら市北潟湖にて開催されたあわらカップにて3位。
- 福井県あわら市北潟湖にて開催された日本選手権大会 平成28年度日本カヌーポロ選手権大会にて優勝[3]。(同大会２連覇を達成)
- 福井県あわら市北潟湖にて開催された日本選手権大会 平成28年度日本カヌーポロ選手権大会にてOBチームである佐倉オールディーズが4位[4]。

 国際大会 
- 台湾台北市で開催された台湾国際カヌーポロ選手権大会にて準優勝。
- イタリアシラクサにて開催されたカヌーポロ世界選手権大会の男子シニア部門にて13位[5]。　動画 - YouTubeプレイリスト
- イタリアシラクサにて開催されたカヌーポロ世界選手権大会の女子シニア部門にて17位[6]。
- イタリアシラクサにて開催されたカヌーポロ世界選手権大会の男子U-21部門にて15位[7]。

### 2017年
国内大会 
- 福井県あわら市北潟湖にて開催されたあわらカップにて優勝。
- 愛知県みよし市保田ヶ池にて開催された日本選手権大会 平成29年度日本カヌーポロ選手権大会にて優勝[8]。(同大会３連覇を達成)
- 愛知県みよし市保田ヶ池にて開催された日本選手権大会 平成29年度日本カヌーポロ選手権大会にてOBチームである佐倉オールディーズが4位[9]。

 国際大会 
- 台湾台北市で開催された台湾国際カヌーポロ選手権大会にて優勝。
- マレーシアクアラルンプールにて開催されたカヌーポロ アジア選手権大会の男子シニア部門にて準優勝。
- マレーシアクアラルンプールにて開催されたカヌーポロ アジア選手権大会の女子シニア部門にて4位。
- マレーシアクアラルンプールにて開催されたカヌーポロ アジア選手権大会の男子U-21部門にて4位。

### 2018年
国内大会 
- 愛知県みよし市保田ヶ池にて開催された日本選手権大会 平成30年度日本カヌーポロ選手権大会にて優勝[10]。(同大会４連覇を達成)　動画 - YouTubeプレイリスト

 国際大会 
- 台湾台北市で開催された台湾国際カヌーポロ選手権大会にて優勝。
- カナダウェランドにて開催されたカヌーポロ世界選手権大会の男子シニア部門にて16位[11]。　動画 - YouTubeプレイリスト
- カナダウェランドにて開催されたカヌーポロ世界選手権大会の女子シニア部門にて14位[12]。
- カナダウェランドにて開催されたカヌーポロ世界選手権大会の男子U-21部門にて12位[13]。
- インドネシアパレンバンにて開催されたアジアンゲームの男子シニア部門にて優勝。　動画 - YouTubeプレイリスト
- インドネシアパレンバンにて開催されたアジアンゲームの女子シニア部門にて4位。

### 2019年
国内大会 
- 兵庫県宍粟市音水湖にて開催されたワールドマスターズゲームズ2021関西のリハーサル大会にて優勝[14]。
- 福井県あわら市北潟湖にて開催されたあわらカップにて優勝。
- 東京都江戸川区新左近川親水公園にて開催された令和元年度 日本カヌーポロ選手権大会にて優勝[15]。(同大会５連覇を達成)　動画 - YouTubeプレイリスト
- 東京都江戸川区新左近川親水公園にて開催された令和元年度 日本カヌーポロ選手権大会にてOBチームである佐倉オールディーズが4位[16][17]。

 国際大会 
- 台湾台北市で開催された台湾国際カヌーポロ選手権大会にて優勝。
- 中華人民共和国徳清県にて開催された2019カヌーポロアジアカップの男子シニア部門にて優勝。　動画 - YouTubeプレイリスト
- 中華人民共和国徳清県にて開催された2019カヌーポロアジアカップの男子U-21部門にて4位。

### 2020年
国内大会 
- 兵庫県宍粟市音水湖にて開催されたワールドマスターズゲームズ2021関西のプレ大会の位置づけである第2回音水湖カップカヌーポロ大会にて優勝[18][19]。　動画 - YouTubeプレイリスト
- 東京都江戸川区新左近川親水公園にて開催された令和2年度 東京都カヌーポロ大会にて優勝[20]。　動画 - YouTubeプレイリスト

### 2021年
国内大会 
- 山梨県富士川クラフトパークにて開催された日本選手権大会 令和3年度日本カヌーポロ選手権大会にて優勝。(同大会６連覇を達成)
- 山梨県富士川クラフトパークにて開催された日本選手権大会 令和3年度日本カヌーポロ選手権大会にてOBチームである佐倉オールディーズが3位。

### 2022年
国内大会 
- 兵庫県宍粟市音水湖にて開催された第4回音水湖カップカヌーポロ大会にて準優勝。
- 愛知県みよし市保田ヶ池にて開催された日本選手権大会 令和4年度日本カヌーポロ選手権大会にて優勝。(同大会７連覇を達成)
- 愛知県みよし市保田ヶ池にて開催された日本選手権大会 令和4年度日本カヌーポロ選手権大会にてOBチームである佐倉オールディーズが4位。

 国際大会 
- フランスサントメールにて開催されたカヌーポロ世界選手権大会の男子シニア部門にて13位。
- フランスサントメールにて開催されたカヌーポロ世界選手権大会の女子シニア部門にて14位。
- フランスサントメールにて開催されたカヌーポロ世界選手権大会の男子U-21部門にて18位。

### 2023年
国内大会 
- 東京都江戸川区新左近川親水公園にて開催された令和5年度 日本カヌーポロ選手権大会にて優勝。(同大会８連覇を達成)
- 東京都江戸川区新左近川親水公園にて開催された令和5年度 日本カヌーポロ選手権大会にてOBチームである佐倉オールディーズが5位。

### 2024年
国内大会 
- 愛知県みよし市保田ヶ池にて開催された日本選手権大会 令和6年度日本カヌーポロ選手権大会にて優勝。(同大会９連覇を達成)
- 愛知県みよし市保田ヶ池にて開催された日本選手権大会 令和6年度日本カヌーポロ選手権大会にてOBチームである佐倉オールディーズが5位。
- その他主要な国内大会で全て優勝。

 国際大会 
- 中華人民共和国浙江省湖州市にて開催されたカヌーポロ世界選手権大会の男子シニア部門にて14位。
- 中華人民共和国浙江省湖州市にて開催されたカヌーポロ世界選手権大会の女子シニア部門にて15位。
- 中華人民共和国浙江省湖州市にて開催されたカヌーポロ世界選手権大会の男子U-21部門にて16位。動画 - YouTubeプレイリスト

## MVP受賞者
1995年に初の全日本選手権優勝後、佐倉インヴァースでは10人が受賞。（1995年は該当者無し）複数回受賞している選手は3人。
- 菅谷健介 ：1回（1996年）
- 平尾直樹 ：1回（1997年）
- 生田剛志 ：2回（2000年,2017年[21]）
- 保谷健太 ：1回（2001年）
- 鈴木武 　：1回（2002年）
- 井桁孝浩 ：1回（2004年）
- 山崎秋良 ：2回（2008年,2024年）
- 糸田正憲 ：1回（2010年） ※佐倉オールディーズとして
- 柳尭比古 ：1回（2015年）
- 木村亮太 ：6回（2016年[22],2018年[23],2019年[24],2021年,2022年,2023年） ※歴代最多

## 歴代日本代表選手
| 世界選手権         | 監督     | コーチ   | 選手                                                   |
| ------------------ | -------- | -------- | ------------------------------------------------------ |
| 2008年\|カナダ     | 長利智隆 | 菅谷健介 | 井桁孝浩、鈴木武、井上肇、山下明範、勝見吉晴、中鉢大介 |
| 2010年\|イタリア   | 長利智隆 |          | 保谷健太、井桁孝浩、井上肇、山崎秋良、山下明範         |
| 2012年\|ポーランド | 長利智隆 |          | 井桁孝浩、井上肇、山崎秋良、山下明範                   |
| 2014年\|フランス   | 長利智隆 |          | 堀内弘喜、柳尭比古、木村亮太                           |
| 2016年\|イタリア   | 長利智隆 |          | 堀内弘喜、柳尭比古、木村亮太                           |
| 2018年\|カナダ     | 長利智隆 |          | 堀内弘喜、柳尭比古、木村亮太、井川崇志                 |
| 2022年\|フランス   | 長利智隆 |          | 柳尭比古、木村亮太、井川崇志、大島怜                   |
| 2024年\|中国       | 長利智隆 |          | 柳尭比古、木村亮太、井川崇志                           |

| アジア選手権         | 監督     | コーチ   | 選手                                   |
| -------------------- | -------- | -------- | -------------------------------------- |
| 2009年\|台湾         | 長利智隆 | 保谷健太 | 生田剛志、井桁孝浩、井上肇、山下明範   |
| 2011年\|イラン       |          |          | 井桁孝浩、井上肇、山下明範             |
| 2013年\|インド       | 長利智隆 |          | 山下明範                               |
| 2015年\|香港         | 長利智隆 |          | 堀内弘喜、柳尭比古、木村亮太           |
| 2017年\|マレーシア   | 長利智隆 |          | 堀内弘喜、柳尭比古、木村亮太、井川崇志 |
| 2019年\|中国         | 長利智隆 | 大島怜   | 堀内弘喜、柳尭比古、木村亮太、井川崇志 |
| 2023年\|シンガポール | 長利智隆 |          | 柳尭比古、木村亮太、井川崇志           |

| アジア競技大会       | 監督     | コーチ | 選手                                   |
| -------------------- | -------- | ------ | -------------------------------------- |
| 2018年\|インドネシア | 長利智隆 | 大島怜 | 堀内弘喜、柳尭比古、木村亮太、井川崇志 |